# Eleccions parlamentàries poloneses de 1947
Les Eleccions parlamentàries poloneses de 1947 es van celebrar a la República Popular de Polònia per a elegir el Sejm el 19 de gener de 1947, el primer escollit després de la fi de la Segona Guerra Mundial i després del referèndum polonès de 1946.
Segons els resultats oficials, el procomunista "Bloc Democràtic" (Demokratyczny Blok), integrat pel Partit Obrer Polonès (PPR), Partit Socialista Polonès (PPS), Partit Popular (SL), i Partit Democràtic (DS) i candidats sense partit, va obtenir el 80,1% de vots (390 de 444 escons). De fet, el "bloc democràtic" només va obtenir al voltant del 50% dels vots.
Les eleccions no van ser lliures, els candidats de l'oposició eren objecte de discriminació i les votacions van ser falsejades [Eley, 2002]. No obstant això, l'elecció va donar a la Unió Soviètica i al govern comunista polonès suficient legitimitat per reclamar que Polònia era "lliure i democràtica", i permeté a Polònia a signar la Carta de les Nacions Unides [Schlesinger 2003]. Les eleccions del 1947 marcaren el començament de la "farsa electoral": cada elecció fins que a la caiguda del comunisme el 1989 es van falsificar de manera semblant.

## Resultats
|                       |                                           |            |        |           |        |  |  |
| Partit                | Partit                                    | Vots       | %      | Escons    | Escons |  |  |
| Partit                | Partit                                    | Vots       | %      | Total     | +/–    |  |  |
|                       | Bloc Democràtic                           | 9,003,682  | 80.07  | 394 / 444 | Nou    |  |  |
|                       | Partit Popular Polonès                    | 1,154,847  | 10.27  | 28 / 444  | Nou    |  |  |
|                       | Partit Laborista                          | 530,979    | 4.72   | 12 / 444  | Nou    |  |  |
|                       | Partit Popular Polonès "Nou Alliberament" | 397,754    | 3.54   | 7 / 444   | Nou    |  |  |
|                       | Llistes locals                            | 157,611    | 1.40   | 3 / 444   | Nou    |  |  |
|                       |                                           |            |        |           |        |  |  |
| Vots vàlids           | Vots vàlids                               | 11,244,873 | 99.15  |           |        |  |  |
| Vots invàlids         | Vots invàlids                             | 96,610     | 0.85   |           |        |  |  |
| Total                 | Total                                     | 11,341,483 | 100.00 | 444       | 236    |  |  |
| Votants registrats    | Votants registrats                        | 12,701,058 | 89.30  |           |        |  |  |
| Font: Nohlen & Stöver |                                           |            |        |           |        |  |  |